# Bushisme

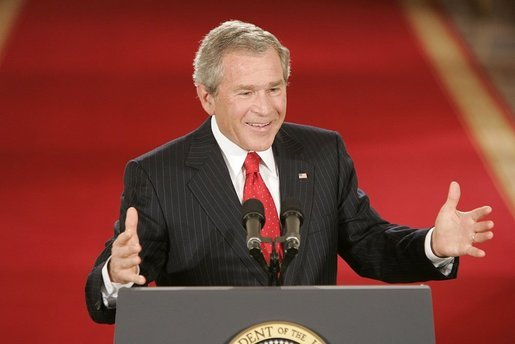
George W. Bush.

Bushisme és un neologisme (de l'anglès estatunidenc bushism < «Bush» més el sufix «-ism» < francès "-isme" < llatí "-isma" < grec "-isma", que forma substantius d'acció, condició, doctrina i estat) per denotar una paraula, frase o pronunciació incorrecta o un altre error gramatical en què incorre amb bastant freqüència en discursos públics l'expresident dels Estats Units George W. Bush, que solen usar-se en caricatures d'ell. Aquests han portat, en el folklore popular, a la formació de ciberpàgines i, fins i tot, a la publicació de llibres. També se'l coneix com a Bushspeak o Bushtalk (discurs o parla de Bush).

## Mostra de bushismes
Encara que és comú que persones que donen discursos amb freqüència incorrin en errors, George W. Bush empra certes construccions gramaticals insòlites:
- Afegir sufixs (agentive endings, Nomina agentis), els –er o –or per convertir els verbs en substantius, que en anglès no es donen, per exemple: “suiciders”, “decider”, “game changer” o “truth teller”.
- Bush ha emprat la paraula “suicider” (“suicidador”), en comptes del correcte “suicide” (“suïcida”), en diverses ocasions: 7 d'octubre de 2003,[2] 23 de maig de 2006[3] i 25 de maig de 2006[4]
- La creació de paraules compostes (paraula híbrida) que no existeixen formalment; per exemple: “misunderestimated” i “Hispanically”.
- Sintaxi estranya com: “We had a chance to visit with Teresa Nelson who's a parent and a mom or a dad” (“Vam tenir l'oportunitat de visitar a Teresa Nelson, qui és un dels pares i una mamà o un papà”).
- L'ocupació de paraules o oracions òbvies o irrellevants, tals com “Wow, Brazil is big!” (guau, Brasil és gran!).
- Oracions amb gran diferència entre missatge i intenció: “Our enemies are innovative and resourceful, and so are we. They never stop thinking about new ways to harm our country and our people, and neither do we.” (“Els nostres enemics són innovadors i enginyosos. Nosaltres també. Mai deixen de pensar en formes de danyar el nostre país i la nostra gent. Nosaltres tampoc.”).